# 大分県立山香農業高等学校
大分県立山香農業高等学校（おおいたけんりつ やまがのうぎょうこうとうがっこう、英称：Oita Prefectural Yamaga Agricultural High School）は、かつて大分県杵築市（旧・速見郡）山香町にあった公立の農業高等学校。

## 設置学科
- 農業経営科
- 生活科学科
  - 福祉コース
  - 調理コース

## 所在地
- 〒879-1306 大分県杵築市（旧・速見郡）山香町大字広瀬4706

## 沿革
2013年4月に、本校と速見郡日出町の大分県立日出暘谷高等学校とを統合して、大分県立日出総合高等学校が新設された。日出総合高校は、総合学科、農業経営学科、機械電子学科の3学科5学級からなり、主に現在の日出暘谷高校の校地を使用する。なお、本校の校舎は農業実習で使用される。
日出総合高校の開校に伴い、本校及び日出暘谷高校の募集は2013年度（平成25年度）入学分から停止され、両校は在校生が卒業する2015年（平成27年）3月に閉校した。2014年度末の本校及び大分県立玖珠農業高等学校の閉校に伴い、大分県内から独立した農業高校は姿を消した。

### 年表
- 1948年 - 大分県立日出高等学校の山香分校として創立。
- 1964年 - 大分県立山香高等学校として独立。
- 1966年 - 大分県立山香農業高等学校と改称。
- 2015年3月1日 - 閉校式挙行[1]。